# Davor Dominiković
Davor Dominiković (Metković, 1978. április 7. –) olimpiai és világbajnok horvát válogatott kézilabdázó, edző.

## Pályafutása

### Klubcsapatban
Pályafutását szülővárosának csapatában, a Metković Razvitakban kezdte. 1997-től 1999-ig a Badel Zagreb kézilabdázója volt, a két klubbal összesen három bajnoki címet szerzett, a zágrábiakkal 1998-ban és 1999-ben is Bajnokok Ligája-döntős volt, de csapata mindkét alkalommal elvesztette a trófeáért vívott mérkőzést a spanyol Barcelona ellenében. 2002 és 2004 között a német Bundesligában játszott a THW Kiel és a Kronau-Östringen színeiben. 2004 nyarán a spanyol Algeciras, majd pár hónap múlva a Barcelona igazolta le. A katalán csapattal bajnokok Ligája-győztes volt 2005-ben. 2006-ban igazolt az SDC San Antonio együtteséhez. 2010 nyaráig kézilabdázott Spanyolországban, majd Franciaországba, a Paris Saint-Germain Handball csapatához írt alá. Egy szezont követően a bajnoki rivális Ivryhez írt alá. 2013-ban felmondta érvényes szerződését és a német HSV Hamburgban folytatta pályafutását. 2015 és 2017 között a Balingen-Weilstetten játékosa volt. Ott fejezte be pályafutását 2017 nyarán.

### A válogatottban
A horvát válogatottnak 1997 és 2008 között volt tagja. 2003-ban világbajnok, 2004-ben olimpiai bajnok lett a csapattal. 174 válogatott mérkőzésén 205 gólt ért el.

### Edzőként
Visszavonulása után az RK Dubrava csapatánál lett másodedző, majd a 2018-2019-es szezontól az MRK Sesvete vezetőedzője.

## Sikerei, díjai
Metković
- Horvát bajnok : 1999-00
- Horvát kupagyőztes: 2001, 2002
- EHF-kupa-győztes: 2000

Zagreb
- Horvát bajnok: 1997-98, 1998–99
- Horvát kupagyőztes: 1998, 1999
- Bajnokok Ligája-döntős: 1997-98, 1998–99

Barcelona
- Spanyol bajnok: 2005-06
- Bajnokok Ligája-győztes: 2004-05

San Antonio
- Spanyol bajnok: 2006-07

Egyéni elismerés
- Franjo Bučar Állami Sportdíj: 2004

## Kitüntetése
- Order of Danica Hrvatska - 2004[9]

## Statisztikája a német Bundesligában
| Szezon    | Bajnokság                | Csapat     | Pályára lépés | Összes gól | Gól hétméteresből | Akciógól |
| --------- | ------------------------ | ---------- | ------------- | ---------- | ----------------- | -------- |
| 2002–03   | THW Kiel                 | Bundesliga | 033           | 062        | 0                 | 062      |
| 2003–04   | SG Kronau/Östringen      | Bundesliga | 031           | 122        | 20                | 102      |
| 2013–14   | HSV Hamburg              | Bundesliga | 032           | 014        | 0                 | 014      |
| 2014–15   | HSV Hamburg              | Bundesliga | 029           | 04         | 0                 | 04       |
| 2015–16   | HBW Balingen-Weilstetten | Bundesliga | 018           | 0          | 0                 | 0        |
| 2002–2016 | Összesen                 | Bundesliga | 143           | 202        | 20                | 182      |